# Strigocis
Strigocis là một loài bọ cánh cứng trong họ Ciidae.

## Các loài
- Strigocis bicornis Mellié, 1848
- Strigocis tokunagai Nobuchi, 1960